# تحويل عملات
محول العملات هو برنامج مصمم لتحويل عملة إلى أخرى من أجل التحقق من قيمتها المقابلة. يعتبر الرمز عمومًا جزءًا من موقع ويب أو يشكل تطبيقًا للجوال ويستند إلى أسعار الصرف الحالية في السوق أو البنك.
من أجل تحويل عملة إلى أخرى، يقوم المستخدم بإدخال مبلغ من المال (على سبيل المثال "1000") ويختار العملة التي يرغب في التحقق من القيمة النقدية لـ (مثل "دولار أمريكي"). بعد ذلك، يختار المستخدم عملة واحدة، أو أحيانًا عدة عملات أخرى، يرغب في رؤية النتيجة. ثم يحسب البرنامج التطبيقي المبلغ المقابل من المال ويعرضه.
تهدف محولات العملات إلى الحفاظ على المعلومات في الوقت الحقيقي حول أسعار الصرف الحالية في السوق أو البنك، بحيث تتغير النتيجة المحسوبة كلما تغيرت قيمة أي من العملات المكونة. يفعلون ذلك عن طريق الاتصال بقاعدة بيانات أسعار صرف العملات الحالية. يختلف تواتر تحديث محولات العملات  لأسعار الصرف التي يستخدمونها، يحدِّث محول العملات ياهو أسعاره كل يوم، بينما مولات اخري تحدث كل ساعة.
تعرض محولات العملات عادةً قيمة غير منحازة للشراء أو البيع. هذا مفيد عندما:
- تقدير قيمة السلع أو الخدمات
- المحاسبة الأساسية والفواتير
- إعداد الخطط والتقارير المالية

## كيف يعمل محول العملات
تحويل العملات العربية والإجنبية يتم ما بين زوجين من العملات العربية مقابل بعضها أو الأجنية والعربية مقابل بعضهم. ميزة تحويل العملات للمسافرين والمضاربين في سوق المال لمعرفة تطورات سعر العملة في أي وقت كان . وايضا تحويل العملات يفيد التجار لشراء السلع الأجنبية والأستيراد لأن معظم الدول تقبل الدولار أو اليورو أو الجنية الإسترلينى فالبالتى معرفة سعر صرف العملة مفيد لهم في تلك الحالات لمعرفة ارباحهم ونسبة المخاطرة. ويعتبر أسعار البنوك المركزية العالمية هي المصدر الرئيسي لتلك الأسعار حيث يوجد سعرين لكل عمله سعر البيع وسعر الشراء . ويعتبر مصدر تلك الأسعار الرسمية المتجددة دائما مواقع البنوك وشركات الصرافة العالمية والمحلية. تستعين شركات الوساطة المالية باستخدام محولات العملات لمساعدة عملائها في معرفة اسعار العملات والقيام بعمليات التحويل.

## وصلات خارجية
- BankLive اسعار العملات والذهب اونلاين من خلال بنك لايف نسخة محفوظة 04 سبتمبر 2017 على موقع واي باك مشين.
- currency converter نسخة محفوظة 07 ديسمبر 2017 على موقع واي باك مشين.
- وموقع تحويل العملات نسخة محفوظة 9 مارس 2015 على موقع واي باك مشين.
- النسخة العربية منه أسعار العملات العربية والعالمية نسخة محفوظة 09 يونيو 2017 على موقع واي باك مشين.